# Saint-François-Xavier (stanice metra v Paříži)
Saint-François-Xavier je nepřestupní stanice pařížského metra na lince 13 v 7. obvodu v Paříži. Nachází se pod náměstím Place André-Tardieu, kde se kříží ulice Boulevard des Invalides, pod kterým vede linka metra, a Avenue de Villars.

## Historie
Stanice byla otevřena 30. prosince 1923 jako součást prvního úseku linky 10 mezi stanicemi Invalides a Croix-Rouge (od roku 1939 uzavřená). 27. července 1937 byla část tratě od stanice Invalides ke stanici Duroc připojena k tehdejší lince 14, která tam byla prodloužena ze stanice Bienvenüe. 9. listopadu 1976 byla tato linka zrušena a spojena s linkou 13.

## Název
Stanice je pojmenována podle nedalekého kostela Saint-François-Xavier-des-Missions-Étrangères zasvěceného sv. Františku Xaverskému. Vlastním jménem Francisco de Jaso y Azpilicueta (1506–1562) byl španělský jezuita, který konal misie po Indii, Japonsku a Číně.

## Vstupy
Stanice má jen jeden vchod na náměstí Place André Tardieu naproti kostelu.

## Zajímavosti v okolí
- Pařížská invalidovna